# Georgette Agutte
Georgette Agutte (París, 17 de mayo de 1867 - Chamonix, 5 de septiembre de 1922) fue una pintora y escultora francesa.

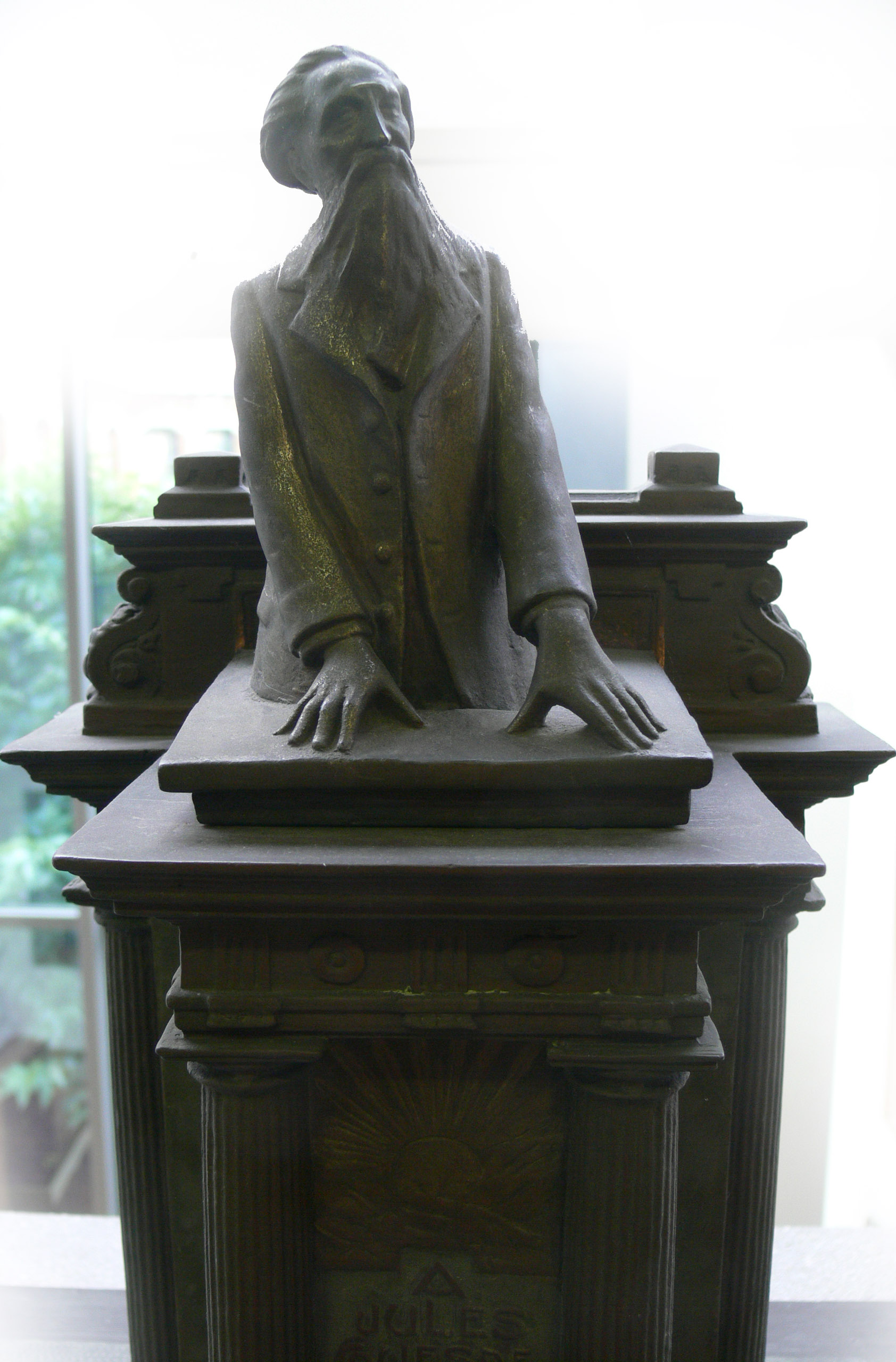
Jules Guesde esculpido por Georgette Agutte-Sembat (Maqueta de un monumento en Roubaix a Jules Guesde)

## Datos biográficos
Louise Georgette Agutte era hija de Marie Debladis y del pintor Jean Georges Agutte. Su padre había sido alumno de Louis-Ernest Barrias (Premio de Roma) y de Corot y había expuesto algunos paisajes de los alrededores de Chantilly entre 1862 y 1865. Nació unos meses después de la muerte accidental de su padre el 6 de enero de 1867 en París. Su madre se casó en segundas nupcias con Nicolas Hervieu, magistrado en Bonnières-sur-Seine, que residía en la casa aledaña a la de los Sembat.
En 1885, comenzó a practicar la escultura con su primer maestro Louis Schroeder.
En 1888, se casó con el crítico de arte Paul Flat. Gracias a las influencias de éste, entró en contacto con René Piot que era alumno de Gustave Moreau y que le animó a seguir, hacia 1893 como alumna libre los cursos del maestro. En aquella época, las escuelas de Bellas Artes no aceptaban el ingreso de mujeres, y su ingreso como oyente le permitió conocer, entre otros pintores, a Matisse y Georges Rouault. De las enseñanzas como oyente en el taller de Gustave Moreau, conservó su libertad de espíritu y su independencia. Artista inconformista, era la única mujer en la École nationale supérieure des Beaux-Arts de París. 
Representante del fauvismo y la escultura, su taller estaba en Bonnières-sur-Seine, en la casa natal de Marcel Sembat. 
Tras conocerse su affaire con un modelo, se divorció en 1894. Se volvió a casar en 1897 con el abogado y político Marcel Sembat (1862-1922). Éste era hijo del cartero cantonal y le conocía desde la infancia, cuando iba a visitar a su tía Anna Debladis en Bonnières-sur-Seine, donde residía en la casa contigua a la de los Sembat. Su segundo esposo era amigo íntimo y mecenas de diversos artistas de vanguardia (Henri Matisse, Paul Signac, Maximilien Luce, André Metthey...)
De 1897 a 1922, la pareja dividía su tiempo entre la maison de Bonnières, su casa de París (nº 11 de la calle Cauchois, al pie de la colina de Montmartre) y una casa de campo ("el Murger") que construyeron en Chamonix.

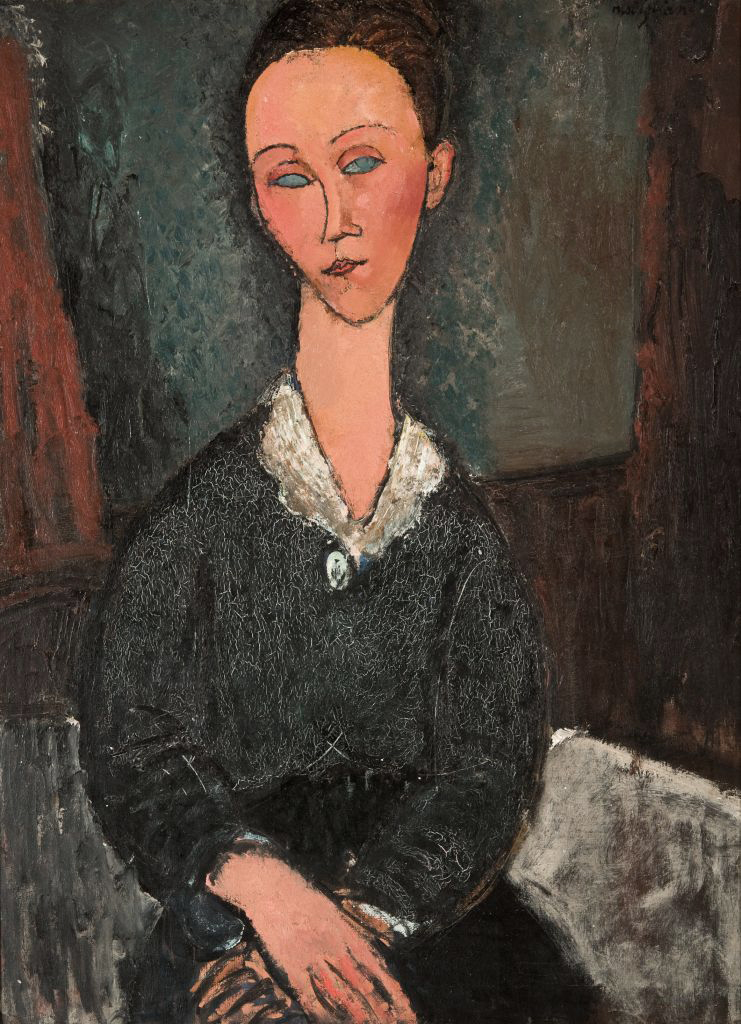
Georgette Agutte con el cuello blanco retrato de Modigliani de 1918.

A partir de 1904, expuso en el salón de los independientes y contribuyó a la creación del Salon d'Automne, donde expuso en el año 1905 y en otras oportunidades. Georgette Agutte pintó durante toda su vida desnudos, que representan el segundo grupo más grande de obras, después de los retratos. Durante la Primera Guerra Mundial Agutte visitó en Cagnes-sur-Mer, al pintor Pierre-Auguste Renoir, al tiempo que conoció a Amedeo Modigliani, Jeanne Hebuterne y Pablo Picasso.
Después de la muerte repentina de su marido Marcel por una hemorragia cerebral en Chamonix, escribió en un billete: «Voilà douze heures qu’il est parti. Je suis en retard» (Hace doce horas que se fue. Llego tarde), antes de suicidarse pegándose un tiro. Fue sepultada en el cementerio de la localidad al lado de su marido.

## Legado
El director del Museo de Grenoble, Andry-Farcy, quiso adquirir toda su obra. El museo conserva en la actualidad 42 obras de la artista y presentó una retrospectiva en diciembre de 2003.
Da nombre a una calle del Distrito 18 de París.

## Galería de imágenes

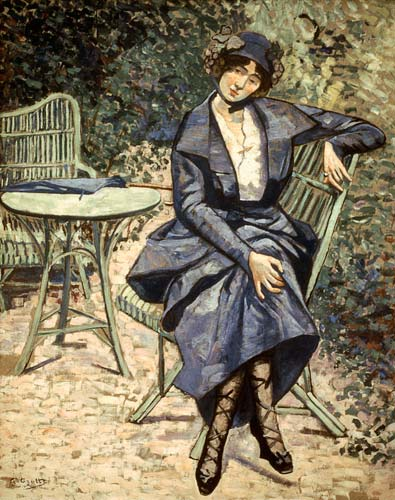
El vestido azul, óleo sobre lienzo, sin fecha (Museo de Grenoble)
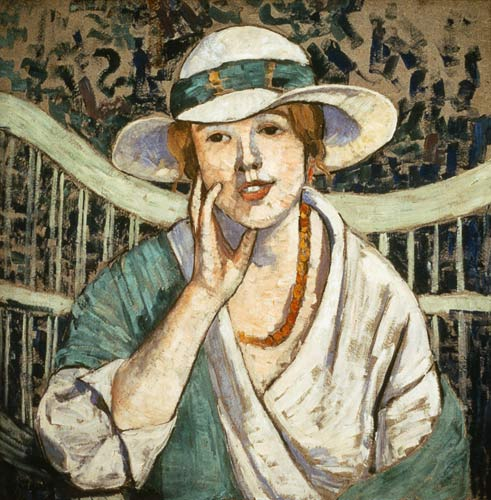
El sombrero blanco y verde'', óleo sobre lienzo, sin fecha